# Bongo Flava
Bongo Flava är ett smeknamn på hiphopmusik från Tanzania, huvudsakligen från Dar es-Salaam. Namnet kommer från det swahiliska ordet för hjärnor, bongo, samt flava som betyder smak, och kan dels se som ett slanguttryck för Dar es-Salaam, dels syfta på den kunskap som behövs för att överleva på gatan. Genren innehåller afrikanska och arabiska rytmer, dancehall- och hiphoprytmer, swahiliska texter som ofta innehåller engelska fraser, samt kombinationer av västerländsk hiphop och östafrikansk folkmusik.